# Peer-to-peer

Síť peer-to-peer

Peer-to-peer (doslova rovný s rovným), P2P nebo klient–klient je označení typu počítačových sítí, ve které spolu komunikují přímo jednotliví klienti (uživatelé). Opakem je klient–server, ve které jednotliví klienti komunikují vždy s centrálním serverem či servery, prostřednictvím kterého i komunikují s jinými klienty, pokud je to potřeba. Čistá P2P architektura vůbec pojem server nezná, všechny uzly sítě jsou si rovnocenné (a působí současně jako klienti i servery pro jiné klienty). V praxi se však často pro zjednodušení návrhu v protokolu objevují specializované servery, které ovšem slouží pouze pro počáteční navázání komunikace, „seznámení“ klientů navzájem, popř. jako proxy server v případě, že spolu z nějakého důvodu nemohou koncové uzly komunikovat přímo.
Dnes se označení P2P vztahuje hlavně na výměnné sítě, prostřednictvím kterých si mnoho uživatelů může vyměňovat data. Příkladem takových sítí jsou např. Gnutella či původní verze Napsteru.
Jednou ze základních výhod P2P sítí je fakt, že s rostoucím množstvím uživatelů celková dostupná přenosová kapacita roste, zatímco u modelu klient–server se musí uživatelé dělit o konstantní kapacitu serveru, takže při nárůstu uživatelů klesá průměrná přenosová rychlost.

## Zákonnost výměnných sítí
Nejčastějším obsahem šířeným po výměnných sítích jsou hudební nahrávky ve formátu MP3, filmy ve formátu MPEG a software. Velká část (pravděpodobně výrazná většina) tohoto obsahu je šířena bez souhlasu držitele autorských práv, tudíž v rozporu se zákonem. Důsledkem toho jsou žaloby na provozovatele takových sítí (hlavně v USA), podávané zástupci autorů a organizacemi jako RIAA či MPAA. Síť Napster byla kvůli úspěšné žalobě organizace RIAA zrušena (poté byl Napster odkoupen a pod stejnou značkou nyní nabízí legální prodej hudby přes Internet), další sítě mnoha podobným žalobám čelí; zástupci autorských svazů často lobbují za přijetí tvrdších zákonů, které by výměnné sítě postihovaly.
Dnešní anonymní výměnné sítě umožňují (legální i nelegální) výměnu souborů s prakticky nulovou mírou odpovědnosti jednotlivých uživatelů. Někteří kritici poukazují na to, že se prostřednictvím výměnných sítí může distribuovat dětská pornografie či podporovat terorismus a na základě toho žádají o regulaci či přímo zákaz takových sítí. Zastánci naopak argumentují tím, že možnost zneužití technologie k nezákonným účelům nesmí bránit jejímu legálnímu využívání a že je třeba dodržovat princip presumpce neviny.

## Útoky proti P2P sítím
P2P sítě mají už z definice některá slabá místa, která jsou zvýrazněna tím, že kromě právních kroků někdy zástupci umělců podnikají také přímé útoky proti P2P sítím. Kromě toho jsou P2P sítě předmětem „tradičních“ útoků. Mezi slabiny P2P sítí a metody útoků patří:
- „otrava sítě“ – poskytování souborů, které obsahují něco jiného (např. zcela neužitečná data) než vyplývá z názvu souboru nebo jeho komentáře (angl. fake),
- DoS útoky – přetěžování sítě či jiné útoky, které síť zpomalují popř. úplně znefunkční,
- neužiteční uživatelé – pouze získávají obsah od jiných, ale sami žádná užitečná data nenabízejí,
- počítačové viry nebo trojské koně v nabízených souborech,
- filtrování protokolů – poskytovatelé mohou blokovat přenos dat pomocí P2P protokolů,
- útoky proti soukromí – zjišťování osobních údajů uživatelů, popř. jejich obtěžování,
- spam – rozesílání nevyžádaných informací pomocí P2P sítě.

## Některé protokoly a sítě
- Akamai
- Applejuice
- Bitcoin
- BitTorrent (µTorrent, Vuze/Azureus, BitTorrent, Bittornado, KTorrent, MLDonkey, Opera, Shareaza)
- Napster
- CAKE
- Direct Connect (DC, DC++, MLDonkey)
- ed2k (eDonkey 2000, eMule, aMule)
- FastTrack (Grokster, Kazaa, MLDonkey)
- FileTopia
- Freenet
- Gnutella, Gnutella2 (Shareaza, MLDonkey)
- HyperCast
- Joltid PeerEnabler
- Kademlia (eMule, aMule, eDonkey 2000, MLDonkey)
- Kazaa
- MANOLITO (MP2P)
- PeerCast, IceShare, Freecast
- Soulseek
- Tox (VoIP)
- Warez P2P (Ares)
- WinMX